# Sicyopterus
Genre
Sicyopterus est un genre de petits poissons de mer et/ou (anadrome) de rivière de la famille des Gobiidae. 
En tahitien, on les appelle « ’āpiri », nom formé à partir de la racine « piri » (coller) car ils ont l'habitude de se coller sur les pierres. Certaines espèces comme Sicyopterus stimpsoni (endémique de Hawaï) sont des poissons migrateurs qui disposent de ventouses ventrale et/ou buccale ou d'adaptations des nageoires et du système musculaire leur permettant d'escalader des parois rocheuses de dizaines à centaines de mètres de hauteur. 
Plusieurs de ces poissons sont migrateurs, et ont des alevins qui remontent périodiquement les estuaires. Ces alevins, nommés inaa (« īna’a ») en tahitien et bichique à La Réunion, sont traditionnellement consommés frits sous forme de beignets à la manière de la poutine à Nice.

## Liste d'espèces
| Selon FishBase (23 février 2016) : - Sicyopterus aiensis Keith, Watson & Marquet, 2004 - Sicyopterus brevis de Beaufort, 1912 - Sicyopterus calliochromus Keith, Allen & Lord, 2012 - Sicyopterus caudimaculatus Maugé, Marquet & Laboute, 1992 - Sicyopterus crassus Herre, 1927 - Sicyopterus cynocephalus (Valenciennes, 1837) - Sicyopterus erythropterus Keith, Allen & Lord, 2012 - Sicyopterus eudentatus Parenti & Maciolek, 1993 - Sicyopterus fasciatus (Day, 1874) - Sicyopterus franouxi (Pellegrin, 1935) - Sicyopterus fuliag Herre, 1927 - Sicyopterus griseus (Day, 1877) - Sicyopterus hageni Popta, 1921 - Sicyopterus japonicus (Tanaka, 1909) - Sicyopterus lacrymosus Herre, 1927 - Sicyopterus lagocephalus (Pallas, 1770) - Sicyopterus laticeps (Valenciennes, 1837) - Sicyopterus lengguru Keith, Lord & Hadiaty, 2012 - Sicyopterus lividus Parenti & Maciolek, 1993 - Sicyopterus longifilis de Beaufort, 1912 - Sicyopterus macrostetholepis (Bleeker, 1853) - Sicyopterus marquesensis Fowler, 1932 - Sicyopterus microcephalus (Bleeker, 1855) - Sicyopterus micrurus (Bleeker, 1853) - Sicyopterus ocellaris Keith, Allen & Lord, 2012 - Sicyopterus ouwensi Weber, 1913 - Sicyopterus panayensis Herre, 1927 - Sicyopterus parvei (Bleeker, 1853) - Sicyopterus pugnans (Ogilvie-Grant, 1884) - Sicyopterus punctissimus Sparks & Nelson, 2004 - Sicyopterus rapa Parenti & Maciolek, 1996 - Sicyopterus sarasini Weber & de Beaufort, 1915 - Sicyopterus stimpsoni (Gill, 1860) - Sicyopterus stiphodonoides Keith, Allen & Lord, 2012 - Sicyopterus wichmanni (Weber, 1894) | Selon ITIS (23 février 2016) : - Sicyopterus brevis de Beaufort, 1912 - Sicyopterus caeruleus (Lacepède, 1800) - Sicyopterus caudimaculatus Maugé, Marquet & Laboute, 1992 - Sicyopterus crassus Herre, 1927 - Sicyopterus cynocephalus (Valenciennes in Cuvier & Valenciennes, 1837) - Sicyopterus eudentatus Parenti & Maciolek, 1993 - Sicyopterus fasciatus (Day, 1874) - Sicyopterus franouxi (Pellegrin, 1935) - Sicyopterus fuliag Herre, 1927 - Sicyopterus griseus (Day, 1877) - Sicyopterus hageni Popta, 1921 - Sicyopterus japonicus (Tanaka, 1909) - Sicyopterus lacrymosus Herre, 1927 - Sicyopterus lagocephalus (Pallas, 1770) - Sicyopterus lividus Parenti & Maciolek, 1993 - Sicyopterus longifilis de Beaufort, 1912 - Sicyopterus macrostetholepis (Bleeker, 1853) - Sicyopterus marquesensis Fowler, 1932 - Sicyopterus microcephalus (Bleeker, 1854) - Sicyopterus micrurus (Bleeker, 1853) - Sicyopterus ouwensi Weber, 1913 - Sicyopterus parvei (Bleeker, 1853) - Sicyopterus pugnans (Ogilvie-Grant, 1884) - Sicyopterus rapa Parenti & Maciolek, 1996 - Sicyopterus sarasini Weber & de Beaufort, 1915 - Sicyopterus stimpsoni (Gill, 1860) - Sicyopterus wichmanni (Weber, 1894) | Selon World Register of Marine Species (23 février 2016) : - Sicyopterus caeruleus (Lacepède, 1800) - Sicyopterus eudentatus Parenti & Maciolek, 1993 - Sicyopterus fuliag Herre, 1927 - Sicyopterus griseus (Day, 1877) - Sicyopterus japonicus (Tanaka, 1909) - Sicyopterus lacrymosus Herre, 1927 - Sicyopterus lagocephalus (Pallas, 1770) - Sicyopterus lividus Parenti & Maciolek, 1993 - Sicyopterus macrostetholepis (Bleeker, 1853) - Sicyopterus micrurus (Bleeker, 1853) - Sicyopterus rapa Parenti & Maciolek, 1996 - Sicyopterus stimpsoni (Gill, 1860) |

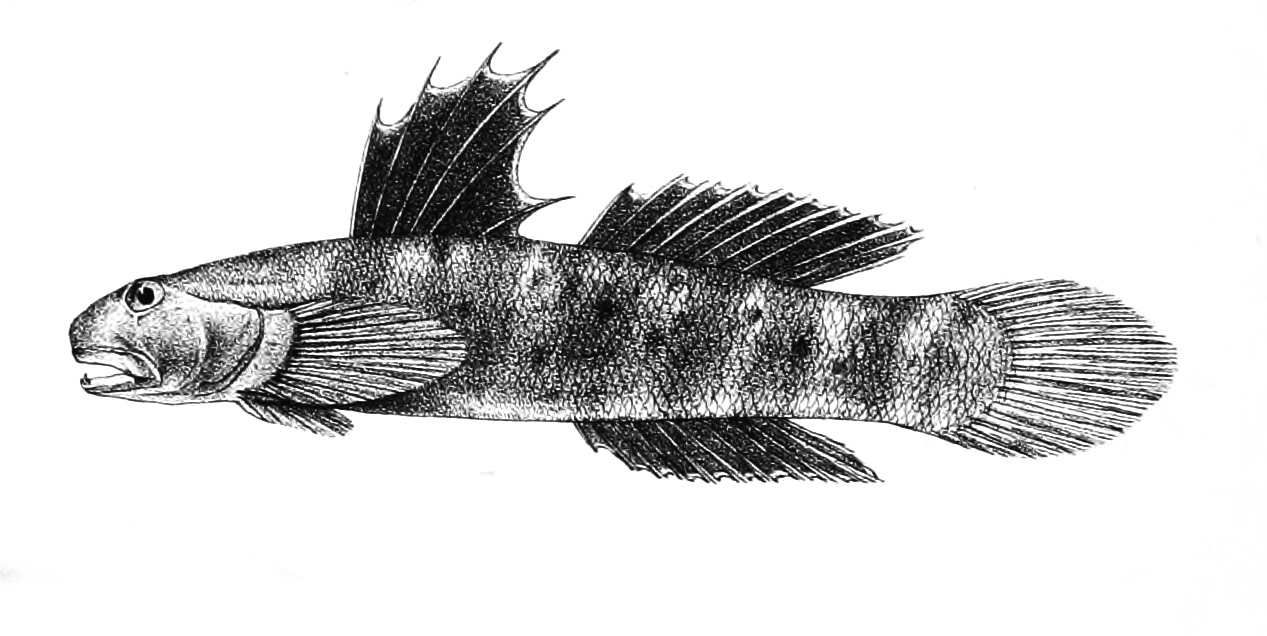
Sicyopterus fasciatus
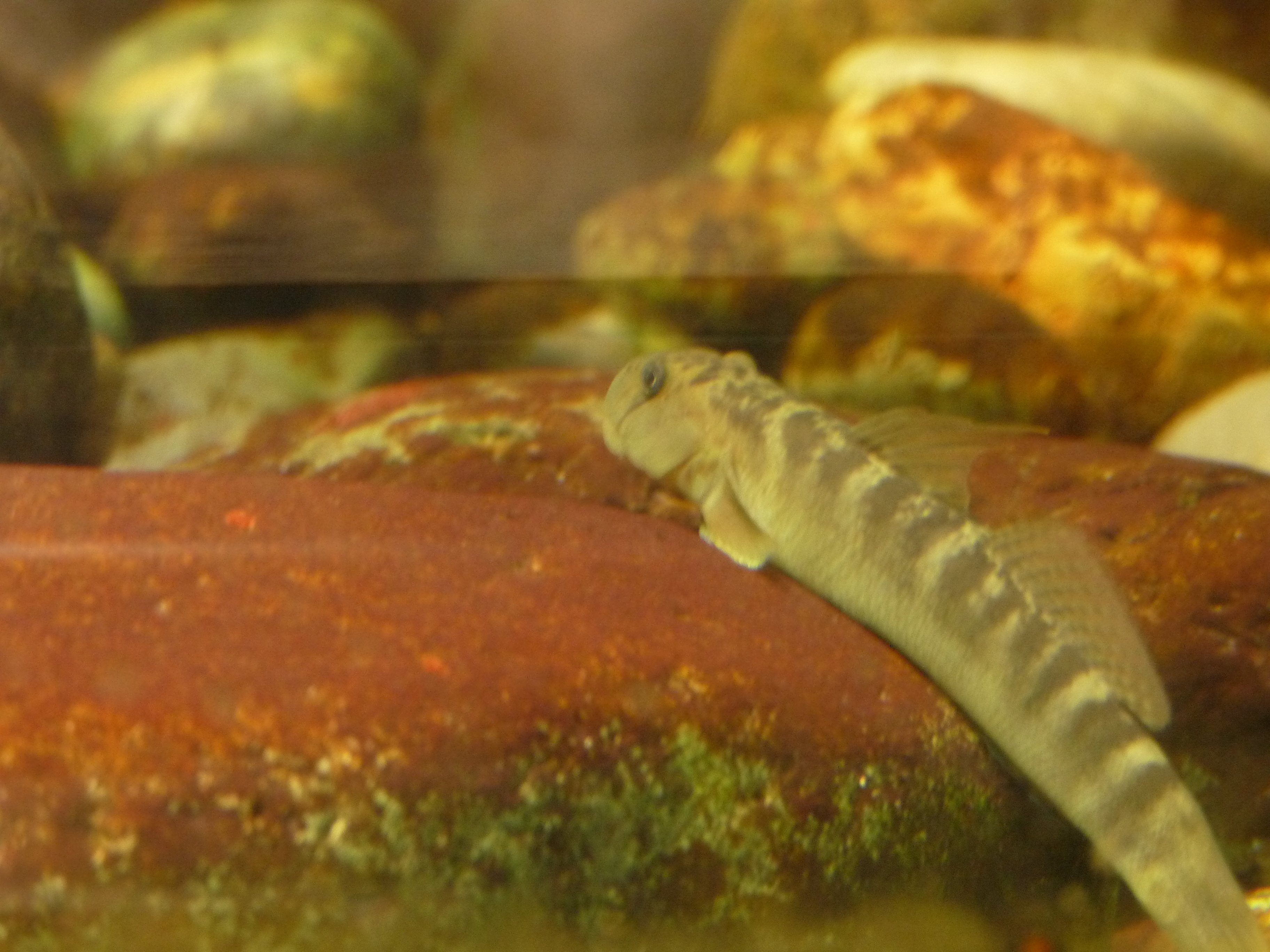
Sicyopterus japonicus
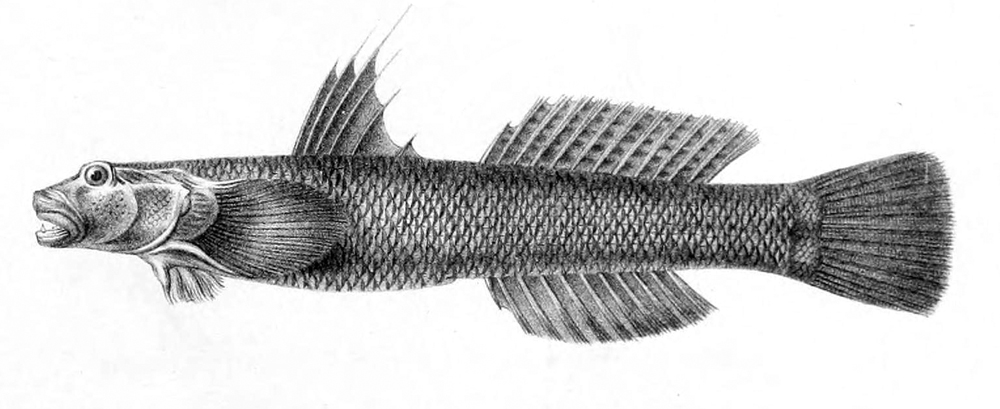
Sicyopterus laticeps
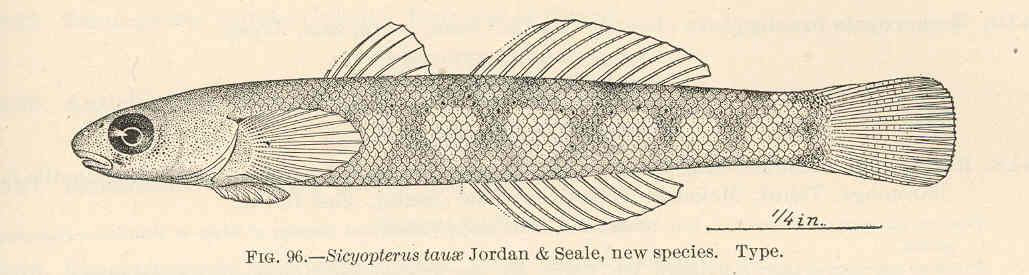
Sicyopterus macrostetholepis
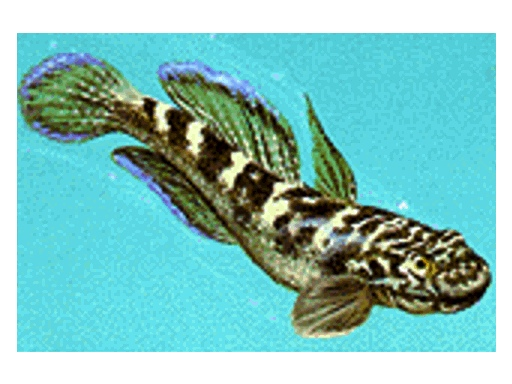
Sicyopterus stimpsoni